# AFC-bajnokok ligája
Az AFC Bajnokok Ligája hivatalos nevén Asian Football Confederation Champions League egy ázsiai labdarúgótorna, melyben a kontinens legjelentősebb csapatai küzdenek meg a kupáért. Elődjét a Champion's Cup-ot 1967-ben rendezték meg. A kupát 2002-ben nevezték át mai nevére. 2006. január 1-jétől az ázsiai szövetséghez csatlakozott Ausztrália, így a 2007-es idényben már 2 ausztrál csapat is csatlakozhatott a tornához.

## Lebonyolítás
A legelső tornán még nem volt csoportkör, kieséses szakaszon dőlt el a kupa sorsa, melyet az izraeli Hapoel Tel-Aviv szerzett meg a döntőben 2-1-re felülmúlva a maláj Selangor együttesét. 1972-től egy szűk 15 éves kihagyás történt, a kupa 1985-ben folytatódott.
A következő évtől napjainkig kisebb-nagyobb változtatásokkal, csoportkört is rendeztek. A 2007-es szezonban 15 ország csapatait sorsolták össze 7 4-es csoportba, melyből a csoportelsők továbbjutottak a negyeddöntőbe, ahol csatlakozott az előző cím védője a dél-koreai Chonbuk Hyundai Motors. A tornát végül a japán Urawa Red Diamonds nyerte, a döntőben 1-1 után 2-0-ra legyőzve az iráni Sepahan együttesét.
A 2008-as szezon kiírását a japán Gamba Osaka csapata nyerte, miután a fináléban kapott gól nélkül nyert oda-vissza az ausztrál Adelaide United ellen, ezzel elsőként hódították el a serleget.

## Eddigi győztesek
- 4 alkalommal: el-Hilál
- 3 alkalommal: Pohang Steelers
- 2 alkalommal: el-Áttihád, Maccabi Tel-Aviv, Suwon Samsung Bluewings, Thai Farmers Bank, Chonbuk Hyundai Motors, Urava Red Diamonds, Ulszan Hyundai
- 1: Al Ain, Al Saad, Esteghlal, Furukawa, Gamba Osaka, Hapoel Tel-Aviv, Ilhwa Chunma, Jubilo Iwata, Liaoning, Paas, Sau Daewoo Royals, Taj Club, Yomiuri, Kasima Antlers

## Eddigi döntők
| Év      | Győztes                  | 2. helyezett              | Eredmény                                                      |
| ------- | ------------------------ | ------------------------- | ------------------------------------------------------------- |
| 1967    | Hapoel Tel-Aviv          | Selangor                  | 2–1                                                           |
| 1969    | Maccabi Tel-Aviv         | Yangzee                   | 1–0                                                           |
| 1970    | Taj Club                 | Hapoel Tel-Aviv           | 2–1                                                           |
| 1971    | Maccabi Tel-Aviv         | Al Shourta                | Al Shourta csapata feladta a mérkőzést.                       |
| 1986    | Sau Daewoo Royals        | el-Áhlí                   | 3–1                                                           |
| 1987    | Furukawa                 | el-Hilál                  | Nem rendeztek döntőt. 4-es csoport döntött az első 4 helyről. |
| 1988    | Yomiuri                  | el-Hilál                  | Az el-Hilál csapata feladta a mérkőzést.                      |
| 1989    | Al Saad                  | Al Raheed                 | 2–3; 1–0 (3–3)* * id. lőtt több góllal                        |
| 1990    | Liaoning                 | Nissan                    | 2–1; 1–1 (3–2)                                                |
| 1991    | Esteghlal                | Liaoning                  | 2–1                                                           |
| 1992    | el-Hilál                 | Esteghlal                 | 1–1** ** tizenegyesekkel: 4–3                                 |
| 1993    | Paas                     | es-Sabáb                  | 1–0                                                           |
| 1994    | Thai Farmers Bank        | Tha Omani Club            | 2–1                                                           |
| 1995    | Thai Farmers Bank        | Al Arabi                  | 1–0                                                           |
| 1996    | Ilhwa Chunma             | en-Naszr                  | 0–0*** *** hosszabbítás után: 1–0                             |
| 1997    | Pohang Steelers          | Ilhwa Chunma              | 1–1*** *** hosszabbítás után: 2–1                             |
| 1998    | Pohang Steelers          | Dalian Wanda              | 0–0** ** tizenegyesekkel: 6–5                                 |
| 1999    | Jubilo Iwata             | Esteghlal                 | 2–1                                                           |
| 2000    | el-Hilál                 | Jubilo Iwata              | 2–2*** *** hosszabbítás után: 3–2                             |
| 2001    | Suwon Samsung Bluewings  | Jubilo Iwata              | 1–0                                                           |
| 2002    | Suwon Samsung Bluewings  | Anyang LG Cheetahs        | 0–0** ** tizenegyesekkel: 4–2                                 |
| 2003    | Al Ain                   | Tero Sesana               | 2–0; 0–1 (2–1)                                                |
| 2004    | el-Áttihád               | Sau Seongnam Ilhwa Chunma | 1–3; 5–0 (6–3)                                                |
| 2005    | el-Áttihád               | Al Ain                    | 1–1; 4–2 (5–3)                                                |
| 2006    | Jeonbuk Hyundai Motors   | Al-Karama                 | 2–0; 1–2 (3–2)                                                |
| 2007    | Urava Red Diamonds       | Sepahan FC                | 1–1; 2–0 (3–1)                                                |
| 2008    | Gamba Osaka              | Adelaide United           | 3–0; 2–0 (5–0)                                                |
| 2009    | Pohang Steelers          | el-Áttihád                | 2–1                                                           |
| 2010    | Seongnam Ilhwa Chunma    | Zob Ahan FC               | 3–1                                                           |
| 2011    | Asz-Szadd al-Katari      | Jeonbuk Hyundai Motors    | 2–2 tizenegyesekkel: 4–2                                      |
| 2012    | Ulszan Hyundai           | el-Áhlí                   | 3–0                                                           |
| 2013    | Kuangcsou Evergrande     | FC Szöul                  | 2–2; 1–1 (3–3) id. lőtt több góllal                           |
| 2014    | Western Sydney Wanderers | el-Áhlí                   | 1–0; 0–0                                                      |
| 2015    | Kuangcsou Evergrande     | Al-Ahli SC                | 0–0; 1–0                                                      |
| 2016    | Jeonbuk Hyundai Motors   | Al-Ain FC                 | 2–1; 1–1                                                      |
| 2017    | Urava Red Diamonds       | el-Hilál                  | 1–1; 1–0                                                      |
| 2018    | Kasima Antlers           | Perszepolisz FC           | 2–0; 0–0                                                      |
| 2019    | el-Hilál                 | Urava Red Diamonds        | 1–0; 2–0                                                      |
| 2020    | Ulszan Hyundai           | Perszepolisz FC           | 2–1                                                           |
| 2021    | el-Hilál                 | Pohang Steelers           | 2–0                                                           |
| 2022    | Urava Red Diamonds       | el-Hilál                  | 1–1; 1–0                                                      |
| 2023–24 | el-Ajn                   | Jokohama F. Marinos       | 1–2; 5–1                                                      |
| 2024–25 | el-Áhlí                  | Kavaszaki Frontale        | 2–0                                                           |

## Legsikeresebb országok
| Ország                  | Győztes | 2. helyezett |
| ----------------------- | ------- | ------------ |
| Dél-Korea               | 12      | 7            |
| Japán                   | 8       | 6            |
| Szaúd-Arábia            | 7       | 10           |
| Irán                    | 3       | 6            |
| Kína                    | 3       | 2            |
| Izrael                  | 3       | 1            |
| Egyesült Arab Emírségek | 2       | 3            |
| Katar                   | 2       | 1            |
| Thaiföld                | 2       | 1            |
| Ausztrália              | 1       | 1            |
| Irak                    | 0       | 2            |
| Malajzia                | 0       | 1            |
| Omán                    | 0       | 1            |
| Szíria                  | 0       | 1            |